# USS Macdonough (DD-351)
USS Macdonough (DD-351) là một tàu khu trục lớp Farragut được Hải quân Hoa Kỳ chế tạo vào giai đoạn giữa hai cuộc thế chiến. Nó là chiếc tàu chiến thứ ba của Hải quân Hoa Kỳ được đặt tên theo Thiếu tướng Hải quân Thomas Macdonough (1783-1825), người tham gia cuộc Chiến tranh 1812. Macdonough đã có mặt tại Trân Châu Cảng vào lúc diễn ra cuộc tấn công Trân Châu Cảng châm ngòi chiến tranh tại Thái Bình Dương, và đã phục vụ cho đến khi Chiến tranh Thế giới thứ hai kết thúc, được tặng thưởng 13 Ngôi sao Chiến trận. Nó bị bán để tháo dỡ năm 1946.

## Thiết kế và chế tạo
Macdonough được đặt lườn vào ngày 15 tháng 5 năm 1933 tại Xưởng hải quân Boston. Nó được hạ thủy vào ngày 22 tháng 8 năm 1934, được đỡ đầu bởi cô Rose Shaler Macdonough, cháu nội Thiếu tướng Macdonough; và được đưa ra hoạt động vào ngày 15 tháng 3 năm 1935 dưới quyền chỉ huy của Hạm trưởng, Trung tá Hải quân Charles S. Alden.

## Lịch sử hoạt động

### Trước chiến tranh
Sau một chuyến đi chạy thử máy kéo dài đến Châu Âu và Nam Mỹ, Macdonough gia nhập Hạm đội Thái Bình Dương và hoạt động từ San Diego, California cho đến ngày 12 tháng 10 năm 1939. Sau đó nó chuyển đến cảng nhà mới tại Trân Châu Cảng trong thành phần Hải đội Khu trục 1.

### Thế Chiến II
Có mặt tại Trân Châu Cảng vào ngày 7 tháng 12 năm 1941 khi Hải quân Đế quốc Nhật Bản bất ngờ tấn công, Macdonough đã bắn rơi được một máy bay đối phương tấn công trước khi ra khơi, gia nhập cùng các tàu chiến khác trong việc truy tìm lực lượng tấn công Nhật. Trong hơn ba tháng tiếp theo, nó hoạt động tuần tra tại khu vực Tây Nam Oahu. Trước khi quay trở về Trân Châu Cảng để hộ tống các đoàn tàu vận tải đi lại về phía vùng bờ Tây, nó đi xa đến tận New Guinea, hỗ trợ cho các cuộc không kích xuống các vị trí của quân Nhật ở Bougainville, Salamaua và Lae.
Macdonough quay trở lại khu vực Tây Thái Bình Dương để chuẩn bị cho việc chiếm đóng Guadalcanal. Hoạt động cùng với tàu sân bay Saratoga, nó hỗ trợ cho việc đổ bộ lên Guadalcanal và Tulagi vào ngày 7 tháng 8 năm 1942. Nó tiếp tục ở lại khu vực này, tham gia vào Trận chiến đảo Savo, chống trả máy bay và tàu chiến đối phương trong quá trình đổ bộ lực lượng tăng cường lên Guadalcanal. Vào cuối tháng 9, nó đảm nhiệm vai trò hộ tống vận tải đi lại giữa New Guinea, Espiritu Santo và Trân Châu Cảng trước khi quay trở về Xưởng hải quân Mare Island vào ngày 22 tháng 12 để đại tu.
Macdonough sau đó đi lên phía Bắc tham gia việc tấn công và chiếm đóng đảo Attu thuộc quần đảo Aleut. Đi đến Adak, Alaska vào ngày 16 tháng 4 năm 1943, chiếc tàu khu trục tuần tra về phía Đông Bắc Attu cho đến khi diễn ra cuộc đổ bộ. Vào ngày 10 tháng 5, đang khi cơ động lúc thời tiết xấu để bảo vệ các tàu vận chuyển tấn công, nó gặp tai nạn va chạm với tàu khu trục Sicard và bị buộc phải được kéo rút lui. Nó được sửa chữa tại Xưởng hải quân Mare Island cho đến ngày 23 tháng 9, khi nó chuẩn bị lên đường đi đến quần đảo Gilbert. Đến nơi vào ngày 20 tháng 11 để chuẩn bị cho việc chiếm đóng đảo Makin, nó hoạt động như một tàu chỉ huy các xuồng đổ bộ, và sau khi hoàn tất giai đoạn này đã tiến vào vũng biển để bắn phá các vị trí của quân Nhật. Đến ngày 23 tháng 11, Makin được tuyên bố an toàn và chiếc tàu khu trục quay trở về Trân Châu Cảng.
Vào tháng 1 năm 1944, Macdonough gia nhập Lực lượng Tấn công phía Bắc cho cuộc chiếm đóng quần đảo Marshall. Là tàu chỉ huy của đội vận chuyển ban đầu, nó thoạt tiên hoạt động ngoài khơi đảo san hô Kwajalein. Vào ngày 29 tháng 1, nó chuyển sang đảo san hô Wotje và tham gia cuộc bắn phá tại đây cho đến khi quay trở lại Kwajalein vào ngày 31 tháng 1 cho nhiệm vụ chiếm đóng Root và đảo Namur. Chiếc tàu khu trục sau đó làm nhiệm vụ cột mốc radar cho đến khi nó đi đến đảo san hô Eniwetok.
Trong các ngày 21-22 tháng 2, Macdonough bắn phá các vị trí của quân Nhật ở đảo Parry, trên lối ra vào vũng biển Eniwetok. Một tháng sau, nó hoạt động cùng các tàu sân bay thuộc Lực lượng Đặc nhiệm 58 đang tấn công quần đảo Palau. Chiếc tàu khu trục có mặt tại Hollandia, New Guinea vào ngày 21 tháng 4, làm nhiệm vụ bắn phá hỗ trợ cho cuộc đổ bộ tại đây, và đến cuối tháng đã đi về phía Đông làm nhiệm vụ cột mốc radar về phía Nam Truk. Trong khi làm nhiệm vụ này, Macdonough đã cùng với tàu sân bay hạng nhẹ Monterey và tàu khu trục Stephen Potter đánh chìm tàu ngầm Nhật RO-45 vào ngày 30 tháng 4 năm 1944.
Vào ngày 4 tháng 5, Macdonough đi đến Majuro để gia nhập lực lượng được tập trung cho chiến dịch chiếm đóng quần đảo Mariana. Khởi hành từ quần đảo Marshall vào ngày 6 tháng 6, nó hoạt động cùng các tàu sân bay nhanh trong cuộc tấn công Saipan, làm nhiệm vụ hộ tống và cột mốc radar, cũng như trong thành phần bắn phá các vị trí quân Nhật ở mặt Tây hòn đảo. Sau đó nó tham gia Trận chiến biển Philippine trong các ngày 19-20 tháng 6, khai hỏa vào số ít các máy bay Nhật lọt qua được hàng rào máy bay tiêm kích tuần tra chiến đấu trên không. Được lệnh đi đến Guam, nó bảo vệ cho các đội phá hoại dưới nước (UDT) trinh sát các bãi đổ bộ, và bắn phá quấy rối công việc sửa chữa hệ thống phòng thủ của đối phương. Vào ngày 21 tháng 7, nó tuần tra tại vùng biển ngoài khơi Guam để bảo vệ các tàu tấn công khỏi nguy cơ tàu ngầm đối phương; tiếp tục vai trò này cho đến khi nó lên đường vào ngày 10 tháng 8 để quay trở về Hawaii.
Sau một chặng dừng ngắn tại Tân Châu Cảng, Macdonough khởi hành đi đến quần đảo Admiralty, đi đến Manus vào ngày 15 tháng 9 và bắt đầu làm nhiệm vụ hộ tống. Vào ngày 14 tháng 10, nó tháp tùng các tàu chở quân đi đến Leyte, Philippines, và ở lại đây trong suốt quá trình Trận chiến vịnh Leyte vào ngày 24-25 tháng 10. Nó quay trở lại Manus để hộ tống một đoàn tàu vận tải khác đi đến Leyte vào ngày 3 tháng 11, và sau khi quay trở lại Philippines đã tuần tra tại khu vực vịnh Leyte và phía Nam eo biển Surigao. Sang tháng sau, nó tiếp nối nhiệm vụ hộ tống vận tải; hoạt động từ Ulithi, nó bảo vệ các tàu chở dầu hạm đội cho các chuyến đi tiếp nhiên liệu tại khu vực Philippine, Đài Loan và biển Hoa Nam. Vào tháng 1 năm 1945, chiếc tàu khu trục lên đường quay trở về Xưởng hải quân Puget Sound để đại tu, vốn kéo dài đến ba tháng. Quay trở lại Ulithi, nó làm nhiệm vụ cột mốc radar ngoài khơi đảo này cho đến ngày 5 tháng 7, khi nó quay trở lại hoạt động hộ tống vận tải. Cho đến khi xung đột kết thúc, nó hộ tống tàu bè Đồng minh đi lại giữa Ulithi và Okinawa.
Macdonough có mặt tại Guam khi chiến tranh kết thúc vào ngày 15 tháng 8 năm 1945, và nó nhanh chóng nhận được lệnh quay trở về Hoa Kỳ. Về đến San Diego vào ngày 3 tháng 9, nó tiếp tục đi sang vùng bờ Đông một tuần sau đó, đi đến Xưởng hải quân New York, nơi nó được cho xuất biên chế vào ngày 22 tháng 10 năm 1945. Macdonough được bán cho hãng George H. Nutman ở Brooklyn, New York vào ngày 20 tháng 12 năm 1946 để tháo dỡ.

## Phần thưởng
Macdonough được tặng thưởng mười ba Ngôi sao Chiến trận do thành tích phục vụ trong Chiến tranh Thế giới thứ hai.